# Bogliarka
Bogliarka este o comună slovacă, aflată în districtul Bardejov din regiunea Prešov. Localitatea se află la altitudinea de 445 m deasupra n.m., se întinde pe o suprafață de 9,39 km2 și în 2017 număra 114 locuitori. Se învecinează cu Hertník, Šiba, Kobyly, Bardejov, Fričkovce, Osikov, Vaniškovce și Jánovce, Poprad.

## Istoric
Localitatea Bogliarka este atestată documentar din 1454.

## Demografie
| An:                | 1994 | 2004    | 2014    | 2024    |
| ------------------ | ---- | ------- | ------- | ------- |
| Număr de persoane: | 172  | 154     | 123     | 102     |
| Diferență:         |      | −10,46% | −20,12% | −17,07% |

| An:                | 2023 | 2024   |
| ------------------ | ---- | ------ |
| Număr de persoane: | 98   | 102    |
| Diferență:         |      | +4,08% |